# لو كاسترو
لو كاسترو (بالإسبانية: Luis Castro)‏ هو لاعب كرة قاعدة كولومبي، ولد في 25 نوفمبر 1876 في ميديلين في كولومبيا، وتوفي في 24 نوفمبر 1941.

## وصلات خارجية
- لو كاسترو على موقعبيزبول رفرنس.كوم (الدوري الرئيسي) (الإنجليزية)
- لو كاسترو على موقع جمعية أبحاث البيسبول الأمريكية (الإنجليزية)